# Králičí nora (film)
Králičí nora (v anglickém originále Rabbit Hole) je americký dramatický film z roku 2010. Režisérem filmu je John Cameron Mitchell. Hlavní role ve filmu ztvárnili Nicole Kidman, Aaron Eckhart, Dianne Wiest, Miles Teller a Tammy Blanchard.

## Ocenění
Nicole Kidman byla za svou roli v tomto filmu nominována na Oscara, Zlatý globus a cenu SAG Award. Film dále získal 7 ocenění a 38 nominací.

## Obsazení
| Nicole Kidman     | Becca Corbett |
| Aaron Eckhart     | Howie Corbett |
| Dianne Wiest      | Nat           |
| Miles Teller      | Jason         |
| Tammy Blanchard   | Izzy          |
| Sandra Oh         | Gabby         |
| Patricia Kalember | Peg           |
| Mike Doyle        | Craig         |